# 878 a.C.

## Eventos
- Os Fenícios fundam Cartago.

- Na Assíria, o rei Assurnasirpal II estende seus domínios, abrangendo Carquemis até o rio Orontes, ao Mar Mediterrâneo , ao norte de Tiro e Sídon. Ele move a corte para o norte do Nimrud (Kalhu).

- Em Israel, o rei Omri aumenta a segurança no interior e constrói a cidade fortificada de Samaria (na região da Samaria), transformando-a na capital política e espiritual do país.

## Mortes
- Morre na China, Zhou Yiwang, rei da Dinastia Zhou.